# Catherine Downing
Catherine „Katie“ Downing (* 6. Januar 1980 in Pendleton, Indiana) ist eine ehemalige US-amerikanische Ringerin. Sie gewann bei den Weltmeisterschaften 2005 und 2007 jeweils eine Bronzemedaille in der Gewichtsklasse bis 67 kg.

## Werdegang
Catherine Downing, in Ringerkreisen nur als Katie Downing bekannt, begann als Kind zunächst mit Judo. Während ihrer Zeit an der Pendleton High School begann sie im Jahre 1994 mit dem Ringen. Im Laufe ihrer Karriere waren Dave Cloud, Doug Reese und Terry Steiner ihre wichtigsten Trainer. Nach ihrer High-School-Zeit besuchte sie die University of Minnesota Morris in Saint Paul. Außerdem wurde sie Mitglied des Sunkist Kids Wrestling Club und trainierte im Trainingszentrum des US-amerikanischen Ringerverbandes in Colorado Springs. Im Jahre 2002 machte sie ihren Hochschulabschluss als Sozialwissenschaftlerin.
Ihre ersten größeren sportlichen Erfolge erzielte sie im Jahre 1999. Sie wurde in diesem Jahr US-amerikanische Hochschul-Meisterin in der Gewichtsklasse bis 68 kg und wurde im selben Jahr in Bukarest Vize-Weltmeisterin bei den Juniorinnen in der gleichen Gewichtsklasse. 2001 belegte sie bei der US-amerikanischen Meisterschaft in der Gewichtsklasse bis 68 kg hinter Toccara Montgomery und Kristie Marano den 3. Platz. US-amerikanische Meisterin wurde sie dann in den Jahren 2003 vor Kaci Lyle und Stephany Lee, 2006 vor Randi Miller und Heather Martin und 2007 vor Elena Piroschkowa und Stefanie Shaw (jeweils in der Gewichtsklasse bis 67 kg).
In den folgenden Jahren erreichte sie bei vielen wichtigen internationalen Turnieren Siege oder ausgezeichnete Platzierungen. Einer ihrer größten Erfolge in diesen Jahren war ihr Sieg beim Welt-Cup im französischen Levallois, wo sie in der Gewichtsklasse bis 68 kg die Weltklasse-Athletinnen Yang Yanli aus der Volksrepublik China, Shannon Samler aus Kanada, Anna Schamowa aus Russland und Lise Goliot-Legrand aus Frankreich hinter sich ließ. Im Jahre 2004 scheiterte sie allerdings bei der US-amerikanischen Olympiaausscheidung (Trials), die sie in der Gewichtsklasse bis 72 kg bestreiten musste, weil ihre angestammte Gewichtsklasse bis 67 kg nicht im Olympiaprogramm enthalten ist, an Toccara Montgomery. 2005 qualifizierte sie sich erstmals für die Teilnahme an der Weltmeisterschaft. Diese fand in Budapest statt und Katie Downing gewann dort nach Siegen über Manuela Barzu aus Rumänien, Stawrula Zygouri aus Griechenland, einer Niederlage gegen Martine Dugrenier aus Kanada und weiteren Siegen über Eri Sakamoto aus Japan und Ashley McManus aus Großbritannien die WM-Bronzemedaille.
2006 qualifizierte sie sich wieder für die Teilnahme an der Weltmeisterschaft in Guangzhou/China. Dort erlitt sie aber in der Gewichtsklasse bis 67 kg bereits in der 1. Runde eine völlig überraschende Niederlage gegen die Niederländerin Masira Admiraal. Sie schied damit aus und belegte nur den 14. Platz. Bei der Weltmeisterschaft 2007 in Baku, für die sie sich in den WM-Trials durch zwei Siege über Elena Piroschkowa qualifizierte, schnitt sie wieder weitaus besser ab. Denn sie gewann dort mit Siegen über Maria Müller aus Deutschland u. Hanna Beljajewa aus Belarus, einer Niederlage gegen Jing Ruixue aus China und einem Sieg über Yoshiko Inoue aus Japan wieder eine WM-Bronzemedaille. 
Im Olympiajahr 2008 startete Katie Downing wieder in der olympischen Gewichtsklasse bis 72 kg. Nach einem 2. Platz bei der US-Meisterschaft nahm sie an den Olympia-Trials teil, unterlag aber gegen Ali Bernard und konnte sich deshalb nicht für die Olympischen Spiele in Peking qualifizieren. Sie beendete daraufhin ihre Ringerkarriere.

## Internationale Erfolge
| Jahr | Platz | Wettbewerb                                          | Gewichtsklasse | Ergebnis |
| 1999 | 2.    | Juniorinnen-WM (Juniors) in Bukarest                | bis 68 kg      | hinter Heidi Josefin Skemark, Schweden, vor Natalja Zwerewa, Russland und Walentina Raitschewa, Bulgarien                                                                             |
| 2000 | 2.    | Canada-Cup in Calgary                               | bis 68 kg      | hinter Shannon Samler, Kanada, vor Toccara Montgomery, USA |
| 2000 | 3.    | Sunkist-Kids-International-Open in Phönix (Arizona) | bis 68 kg      | hinter Toccara Montgomery und Melanie Macari, beide USA, vor Sandra Bacher, USA |
| 2000 | 3.    | Clansmen-International-Open in Coquitlam/Kanada     | bis 68 kg      | hinter Shannon Samler und Laura Jones, beide Kanada |
| 2000 | 1.    | Minnesota-Morris-Open                               | bis 68 kg      | vor Kaci Lyle u. Megan Williams, beide USA |
| 2001 | 1.    | Gord-Gravie-Mem.-Festival in Thunder Bay/Kanada     | bis 68 kg      | vor Laura Jones und Lulu Burstin, beide Kanada |
| 2001 | 2.    | Manitoba-Open                                       | bis 68 kg      | hinter Toccara Montgomery, vor Laura Jones und Daniela Leoanos, Mexiko |
| 2001 | 3.    | Sunkist-Kids-International-Open in Tempe (Arizona)  | bis 68 kg      | hinter Toccara Montgomery und Christine Nordhagen, Kanada |
| 2001 | 1.    | Welt-Cup in Levallois/Frankreich                    | bis 68 kg      | vor Yang Yanli, Volksrepublik China, Shannon Samler, Anna Schamowa, Russland und Lise Goliot-Legrand, Frankreich                                                                      |
| 2002 | 2.    | Manitoba-Open                                       | bis 67 kg      | hinter Lise Goliot-Legrand, vor Megan Dolan, USA |
| 2002 | 3.    | Iwan-Yarigin-Memorial in Krasnojarsk                | bis 67 kg      | hinter Anna Schamowa und Swetlana Jarosewitsch, beide Russland |
| 2002 | 2.    | Minnesota-Morris-Open                               | bis 72 kg      | hinter Toccara Montgomery, vor Randi Miller, beide USA |
| 2003 | 2.    | Klippan-Lady-Open                                   | bis 67 kg      | hinter Ewelina Pruszko, Polen, vor Julia Bartnowskaja, Russland und Annika Oertli, Deutschland                                                                                        |
| 2004 | 5.    | Dave-Schultz-Memorial in Colorado Springs           | bis 72 kg      | hinter Anita Schätzle, Deutschland, Stephany Lee, USA, Toccara Montgomery und Ohenewa Akuffo, Kanada                                                                                  |
| 2004 | 3.    | Klippan-Lady-Open                                   | bis 72 kg      | hinter Christine Nordhagen und Alena Starodubzewa, Russland, vor Annika Oertli |
| 2004 | 4.    | Welt-Cup in Tokio                                   | bis 67 kg      | hinter Jelena Perepelkina, Russland, Christine Nordhagen und Jing Ruixue, China, vor Eri Sakamoto                                                                                     |
| 2004 | 2.    | Sunkist-Kids-International-Open in Tempe (Arizona)  | bis 67 kg      | hinter Martine Dugrenier, Kanada, vor Ali Bernard, USA |
| 2004 | 1.    | New-York-Athletic-Club-Christmas-International      | bis 72 kg      | vor Heather Martin und K. Johnson, beide USA |
| 2005 | 1.    | Dave-Schultz-Memorial in Colorado Springs           | bis 67 kg      | vor Heather Martin, Megan Buydens, Kanada und Maria Teresa Mendes Mayo, Spanien |
| 2005 | 1.    | Gilbert-Schaub-Memorial in Tourcoing                | bis 67 kg      | vor Benita Zarzecka, Polen und Anna Maria Paia, Rumänien |
| 2005 | 2.    | Klippan-Lady-Open                                   | bis 67 kg      | hinter Martine Dugrenier, vor Sandra Stahl, Schweden und Julia Weiß, Deutschland |
| 2005 | 4.    | Welt-Cup in Clermont-Ferrand                        | bis 67 kg      | hinter Jelena Perepelkina, Christine Nordhagen und Jing Ruixue |
| 2005 | 3.    | WM in Budapest                                      | bis 67 kg      | nach Siegen über Manuela Barzu, Rumänien und Stawrula Zygouri, Griechenland, einer Niederlage gegen Martine Dugrenier und Siegen über Eri Sakamoto und Ashley McManus, Großbritannien |
| 2005 | 1.    | Sunkist-Kids-International-Open in Tempe (Arizona)  | bis 67 kg      | vor Heidi Hulak, USA und Megan Buydens |
| 2005 | 1.    | New-York-Athletic-Club-Holidays-Open                | bis 67 kg      | vor Kristie Marano, USA und Stefanie Howorun, Kanada |
| 2006 | 3.    | Dave-Schultz-Memorial in Colorado Springs           | bis 67 kg      | hinter Kristie Marano und Megan Buydens, vor Randi Miller |
| 2006 | 3.    | Alexander-Medwed-Turnier in Minsk                   | bis 67 kg      | hinter Jelena Perepelkin und Anna Schamowa |
| 2006 | 3.    | Welt-Cup in Nagoya                                  | bis 67 kg      | hinter Jiong Rui Xue und Jelena Perepelkina, vor Mami Shinkai und Yoshiko Inoue, beide Japan                                                                                          |
| 2006 | 2.    | Canada-Cup in Guelph                                | bis 67 kg      | hinter Jing Ruixue, vor Megan Buydens |
| 2006 | 14.   | WM in Guangzhou                                     | bis 67 kg      | nach einer Niederlage gegen Masira Admiraal, Niederlande |
| 2006 | 1.    | New-York-Athletic-Club-Christmas-Open               | bis 67 kg      | vor Heather Martin und Stefanie Howorun |
| 2007 | 1.    | Guelph-Open                                         | bis 67 kg      | vor Elena Piroschkowa, USA und Stefanie Howorun |
| 2007 | 1.    | Dave-Schultz-Memorial in Colorado Springs           | bis 67 kg      | vor Maria Müller, Deutschland und Elena Piroschkowa |
| 2007 | 2.    | Grand-Prix in Tourcoing                             | bis 67 kg      | hinter Martine Dugrenier, vor Anna Schamowa |
| 2007 | 5.    | Welt-Cup in Krasnojarsk                             | bis 67 kg      | hinter Zhang Fenglin, China, Jelena Perepelkina, Irina Zyrkewitsch, Belarus und Yoshiko Inoue                                                                                         |
| 2007 | 1.    | Warschau-Cup                                        | bis 67 kg      | vor Wolha Chilko, Belarus und Natalja Kuksina, Russland |
| 2007 | 3.    | WM in Baku                                          | bis 67 kg      | nach Siegen über Maria Müller und Hanna Beljajewa, Belarus, einer Niederlage gegen Jing Ruixue u. einem Sieg über Yoshiko Inoue                                                       |
| 2007 | 1.    | Sunkist-Kids-International-Open in Tempe (Arizona)  | bis 67 kg      | vor Elena Piroschkow und Megan Buydens |
| 2007 | 1.    | New-York-Athletic-Club-Christmas-Open               | bis 67 kg      | vor Asuka Sano, Japan und Elena Piroschkowa |

## USA-Meisterschaften
| Jahr | Platz | Gewichtsklasse | Ergebnis                                                                      |
| 2001 | 3.    | bis 68 kg      | hinter Toccara Montgomery und Kristie Marano, vor Kaci Lyle und Sandra Bacher |
| 2002 | 2.    | bis 67 kg      | hinter Toccara Montgomery, vor Lisa Bisers                                    |
| 2003 | 1.    | bis 67 kg      | vor Kaci Lyle und Stephany Lee                                                |
| 2004 | 3.    | bis 72 kg      | hinter Toccara Montgomery und Stephany Lee, vor Iris Smith                    |
| 2005 | 2.    | bis 67 kg      | hinter Kristie Marano, vor Heather Martin und Shelley Ruberg                  |
| 2006 | 1.    | bis 67 kg      | vor Randi Miller und Stefanie Shaw                                            |
| 2007 | 1.    | bis 67 kg      | vor Elena Piroschkowa und Stefanie Shaw                                       |
| 2008 | 2.    | bis 72 kg      | hinter Ali Bernard, vor Iris Smith und Kristie Marano                         |

## Erläuterungen
- alle Wettbewerbe im freien Stil
- WM = Weltmeisterschaft